# Syracuse (Misuri)
Syracuse es una ciudad ubicada en el condado de Morgan en el estado estadounidense de Misuri. En el Censo de 2010 tenía una población de 172 habitantes y una densidad poblacional de 177,09 personas por km².

## Geografía
Syracuse se encuentra ubicada en las coordenadas 38°40′10″N 92°52′35″O / 38.66944, -92.87639. Según la Oficina del Censo de los Estados Unidos, Syracuse tiene una superficie total de 0.97 km², de la cual 0.97 km² corresponden a tierra firme y (0%) 0 km² es agua.

## Demografía
Según el censo de 2010, había 172 personas residiendo en Syracuse. La densidad de población era de 177,09 hab./km². De los 172 habitantes, Syracuse estaba compuesto por el 98.84% blancos, el 0% eran afroamericanos, el 0% eran amerindios, el 0% eran asiáticos, el 0% eran isleños del Pacífico, el 0% eran de otras razas y el 1.16% pertenecían a dos o más razas. Del total de la población el 3.49% eran hispanos o latinos de cualquier raza.